# Bazelowa

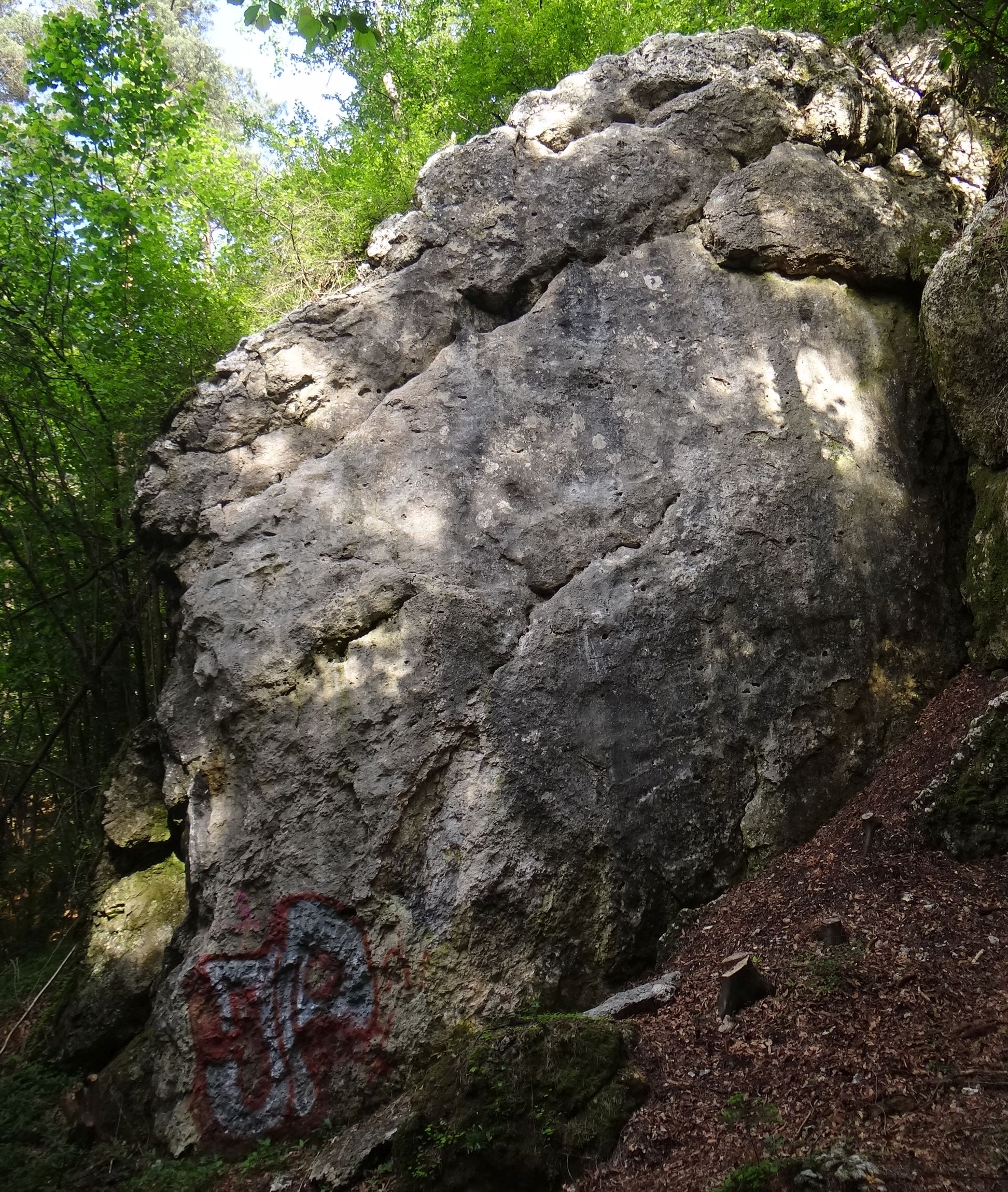

Bazelowa – skała w lesie między miejscowościami Ryczów i Złożeniec w województwie śląskim, w powiecie zawierciańskim. Znajduje się przy prowadzącej przez las piaszczystej drodze z Ryczowa do Złożeńca. Skała znajduje się tuż po prawej stronie tej drogi. Naprzeciwko skały po lewej stronie drogi znajduje się wzniesienie Bazelówka. Skała Bazelowa należy do tzw. Ryczowskiego Mikroregionu Skałkowego na Wyżynie Częstochowskiej.
Bazelowa zbudowana jest z twardych wapieni skalistych. Ma wysokość około 12 m, ściany połogie lub pionowe.
Przy tej samej drodze w lesie, kilkaset metrów dalej na wschód, znajduje się Industrialna, a jeszcze dalej Brzuchacka Skała.

## Drogi wspinaczkowe
Bazelowa udostępniona została do wspinaczki skalnej dopiero w 2019 roku. Wspinacze poprowadzili na niej 3 drogi wspinaczkowe o trudności od VI.2+ do VI.4+ w skali krakowskiej. Mają zamontowano stałe punkty asekuracyjne: ringi (r) i ringi zjazdowe (rz).
1. Ice Cream; VI.2/2+, 4r + 2rz
2. Napoje chłodzące; VI.3+, 4r + 2rz
3. Imbir Cafe; VI.4+, 5r + 2rz[1].